# محكمة رينبو
كانت محكمة رينبو عبارة عن مجمع فندقي تاريخي يقع في ميرتل بيتش في مقاطعة هوري بولاية كارولاينا الجنوبية  تراوح بناء مجموعة المباني فترة زمنية تتراوح بين عام 1935 إلى عام 1959. وشمل المجمع مبنيين من نوع الموتيل وخمس أكواخ شاطئية (منازل داخلية)، ومنزل صغير حيث كانت المباني تقع حول ساحة مفتوحة مع حوض سباحة.
كان هناك ستة مبان مساهمة. وواحدة من الأمثلة القليلة المتبقية للموتيلات صغيرة الحجم منخفضة الارتفاع التي سبقت إعصار هازل.
ادرج المجمع في السجل الوطني للأماكن التاريخية في عام 1966. ولكن الغي إدراجه في عام 2020. مع تخطيط للتطوير في المنطقة، بما في ذلك مرآب للسيارات ومركز للشرطة في موقع محكمة رينبو، ثم خطط للهدم اعتبار من يونيو 2016. ولقد تخلى عن العديد من مباني الموتيلات في المنطقة والتي تجذب المتشردين. ووفرت المدينة وشركة ميرتل بيتش داون تاون لأعادة التعمير والصيانة بمبلغ ١٠ مليون دولار.